# Saint-Valery-sur-Somme
Saint-Valery-sur-Somme è un comune francese di 2 908 abitanti situato nel dipartimento della Somme nella regione dell'Alta Francia.
È nel territorio del comune che il canale della Somme sfocia nella Manica.
Il comune è uno dei tre porti nella baia della Somme, insieme a Le Crotoy e Le Hourdel.

## Geografia fisica

### Territorio

Saint-Valery-sur-Somme si trova alla foce sud della Somme

Situata sull'estuario della Somme, Saint-Valery è costruita su un promontorio che domina la baia di Somme e probabilmente nel Medioevo si trovava all'estremità del canale traversabile per raggiungere Le Crotoy.

### Comuni limitrofi
(in ordine alfabetico)
Boismont, Cayeux-sur-Mer, Estrébœuf, Lanchères, Le Crotoy, Noyelles-sur-Mer, Pendé.

## Origini del nome
Originariamente chiamata Leuconay la città prese il nome di Saint-Valery nel X secolo. Il nome è correlato con il latino Valerius da cui derivano i nomi Valère e Valérie. Continua dal nome germanico Walaric, che spiega la e muta. Lo stesso fenomeno è trovato nel città di Saint-Valery-en-Caux (Senna Marittima).
I suoi abitanti si chiamano Valericani.
Durante la rivoluzione il comune porta i nomi di La Montagne-sur-Somme e di Port-Somme.

## Storia

### Età medievale
Secondo l'agiografia della diocesi di Amiens, re Clotario II avrebbe assegnato l'ex area gallo-romana di Leuconay al santo omonimo, Valerio (nato in Alvernia nel 565 e morto il 12 dicembre 622 presso Cap Hornu); Leuconay è rimasto un luogo di pellegrinaggio fino all'XI secolo.
Ugo Capeto, nel 981, passò il guado di Blanquetaque per venerare le reliquie di san Valerio di Leuconay; la città medioevale di Saint-Valery-su-Somme si sviluppò in questo periodo intorno al santuario di Saint-Valery. La sua posizione geografica, la strada per Rouen à Boulogne, nonché la possibilità dell'estuario della Somme in determinati momenti, l'hanno resa un importante luogo di transito. Fu qui che Guglielmo il Conquistatore stabilì la sua base per la conquista dell'Inghilterra.
Ci sono anche importanti tracce del passaggio di Giovanna d'Arco in questa città.

### Età moderna
Durante le guerre di religione il capitano ugonotto Cocqueville prese Saint-Valery nel giugno 1568. Fu sconfitto il 18 luglio nella battaglia di Saint-Valery dal governatore della Piccardia Timoleone di Cossé. Solo 300 ugonotti sopravvissero.
Poi il maresciallo de Cossé riprese il controllo della città e massacrò tutti i protestanti.
Limitato alle case presso il porto, il quartiere dei marinai di Saint-Valery è chiamato «Courtgain» riferendosi ai magri stipendi che una volta ricevevano i suoi abitanti. Al ritorno delle barche, cariche di gamberetti e di aringhe le donne si occupavano di conservare il pesce sotto sale. Quest'attività è oggi scomparsa da Saint-Valery, che non ha praticamente alcuna barca da pesca.

### Età contemporanea
- Nel 1790 fu fondata una società popolare a Saint-Valery; essa era affiliata al club dei giacobini di Parigi.
- Napoleone si recò due volte a Saint-Valery per ispezionare i lavori del canale della Somme.
- Tra il 1914 e il 1918 il porto di Saint-Valery conobbe una grande attività, gli inglesi ci sbarcavano attrezzature e manodopera cinese.

## Società

### Evoluzione demografica
Abitanti censiti

## Amministrazione

### Sindaci
| Periodo                            | Periodo  | Sindaco              | Partito                  | Note                                                                                     |
| ---------------------------------- | -------- | -------------------- | ------------------------ | ---------------------------------------------------------------------------------------- |
| 1945                               | 1959     | René Delepierre      |                          |                                                                                          |
| 1959                               | 1965     | Maurice Robart       |                          |                                                                                          |
| 1965                               | 1989     | Gilbert Gauthé       | PS                       | Direttore di scuola. Consigliere generale (1970-1988). Consigliere regionale (1979-1982) |
| 1989                               | 2001     | Pierre Dingremont    | PSD                      | Dottore in medicina. Consigliere regionale (1988-2001)                                   |
| 2001                               | in corso | Stéphane Haussoulier | UDF quindi UMP quindi LR | Presidente della CCBSS dal 2001                                                          |
| I dati mancanti sono da completare |          |                      |                          |                                                                                          |

### Gemellaggi
- Ronse
- Battle (East Sussex)
- Herstelle